# バスター・ドレイトン
バスター・ドレイトン（Buster Drayton、1952年3月2日 - 2022年11月20日）は、アメリカ合衆国の男性プロボクサー。ペンシルベニア州フィラデルフィア出身。元IBF世界スーパーウェルター級王者。

## 来歴
1978年11月9日、ドレイインはプロデビューを果たし4回引き分けに終わった。
1982年3月7日、後のIBF世界スーパーミドル級王者リンデル・ホームズと対戦し10回0-3の判定負け。
1982年4月29日、後のWBC世界スーパーウェルター級王者デュアン・トーマスと対戦し7回TKO勝ち。
1982年10月30日、サンレーモのシアトロ・アリストンで後のWBA世界ミドル級王者スンブ・カランベイと対戦し8回判定負け。
1983年5月12日、クリント・ジャクソンと対戦し2回1分20秒TKO勝ち。
1984年4月11日、ジミー・カブルと対戦し初回KO勝ち。
1985年4月14日、ロンドンのヨーク・ホールでジェームズ・キッチンと対戦し10回判定負け。
1986年6月4日、ニュージャージー州イーストラザフォードのアイゾッド・センターでIBF世界スーパーウェルター級王者カルロス・サントスが指名試合を行わなかったことにより王座を剥奪されたことによる王座決定戦で対戦し15回2-0(145-141、145-140、143-143)の判定勝ちで王座獲得に成功した。
1986年8月24日、後のWBA世界スーパーウェルター級王者デービー・ムーアと対戦し10回1分15秒TKO勝ちで初防衛に成功した。
1987年3月27日、サイド・スコウマと対戦し10回終了逆転TKO勝ちで2度目の防衛に成功した。
1987年6月27日、モントリオールのフォーラムでマシュー・ヒルトンと対戦し15回0-3(139-146、140-144、138-147)の判定負けで3度目の防衛に失敗し王座から陥落した。
1988年7月30日、ハラーズ・アトランティックシティでWBA世界スーパーウェルター級王者ジュリアン・ジャクソンと対戦し3回2分57秒TKO負けでIBFに続く王座獲得に失敗した。
1989年3月28日、ショーボート・アトランティックシティで後のWBC・IBF世界スーパーウェルター級統一世界王者でNABF北米スーパーウェルター級王者テリー・ノリスと対戦し、12回0-3(111-117、108-119、107-120)の判定負け。この敗戦でランカー落ちとなり、ノリスがブレイクする結果になった。
1992年11月18日、ゲーリー・スミスと対戦し3回TKO勝ち。
1995年6月10日、IBFノースアトランティックミドル級王者デリック・ローロンと対戦し12回0-3の判定負けを最後に現役を引退した。
2022年11月20日、娘によって死亡が確認された。70歳没。

## 獲得タイトル
- 第3代IBF世界スーパーウェルター級王座(防衛0)